# Anastasia av Serbien
Anastasia av Serbien, död år 1200, var furstinna av Serbien 1166–1196, som gift med tsar Stefan Nemanja.  
Hon betraktas som helgon inom den Serbisk-ortodoxa kyrkan. 